# Kreševo
Kreševo (en cyrillique : Крешево) est une ville et une municipalité de Bosnie-Herzégovine située dans le canton de Bosnie centrale et dans la fédération de Bosnie-et-Herzégovine. Selon les premiers résultats du recensement bosnien de 2013, la ville intra muros compte 1 078 habitants et la municipalité 5 638.

## Géographie
La municipalité de Kreševo est située dans une région de moyenne montagne, à l'ouest de Sarajevo. Environ 90 % du territoire municipal est boisé. La ville de Kreševo, quant à elle, se trouve à environ 12 km au sud de Kiseljak, à la confluence des rivières Jasenovac et Kreševska.
La montagne Bitovnja y culmine à 1 700 mètres d'altitude.

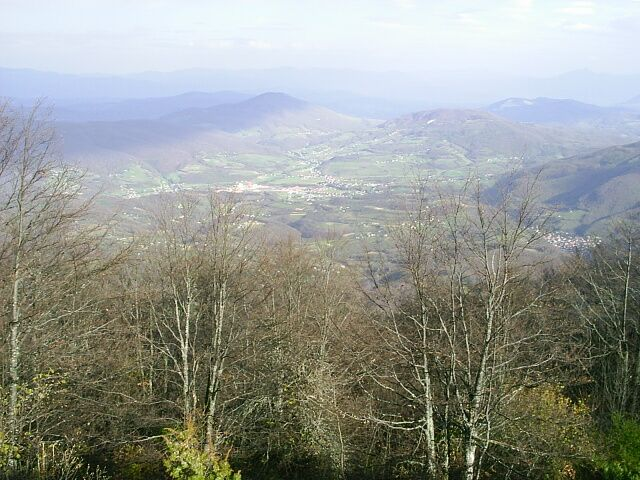
La vallée de Kreševo vue depuis le mont Inač

## Localités

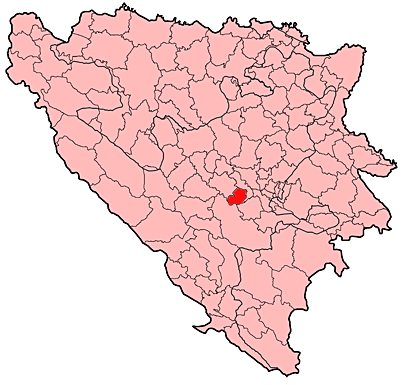
Localisation de la municipalité de Kreševo en Bosnie-Herzégovine

La municipalité de Kreševo compte 27 localités :
| - Alagići - Bjelovići - Botunja - Bukva - Crkvenjak - Crnički Kamenik - Crnići - Deževice - Drežnice | - Gunjani - Kojsina - Komari - Kreševo - Kreševski Kamenik - Lipa - Mratinići - Pirin - Poljani | - Polje - Rakova Noga - Ratkovići - Stojčići - Vidosovići - Vodovoji - Volujak - Vranci - Zvizd |

## Démographie

### Villeintra muros

#### Évolution historique de la population dans la villeintra muros
| 1948 | 1953 | 1961  | 1971  | 1981  | 1991  | 2013  |
| ---- | ---- | ----- | ----- | ----- | ----- | ----- |
| -    | -    | 1 141 | 1 207 | 1 314 | 1 433 | 1 078 |

|  |

### Municipalité

#### Évolution historique de la population dans la municipalité
| 1961  | 1971  | 1981  | 1991  | 2013  |
| ----- | ----- | ----- | ----- | ----- |
| 6 468 | 6 941 | 6 766 | 6 731 | 5 638 |

#### Répartition de la population dans la municipalité (1991)
En 1991, sur un total de 6 731 habitants, la population se répartissait de la manière suivante :

## Politique
Des élections locales anticipées se sont déroulées en 2013 à la suite desquelles Radoje Vidović, membre de l'Union démocratique croate de Bosnie et Herzégovine (HDZ BiH), a été élu maire de la municipalité.

## Sport
Kreševo possède un club de football, le NK Kreševo-Stanić.

## Tourisme
Le centre historique de Kreševo est inscrit sur la liste des monuments nationaux de Bosnie-Herzégovine, ainsi que la forteresse de la ville et son couvent franciscain.

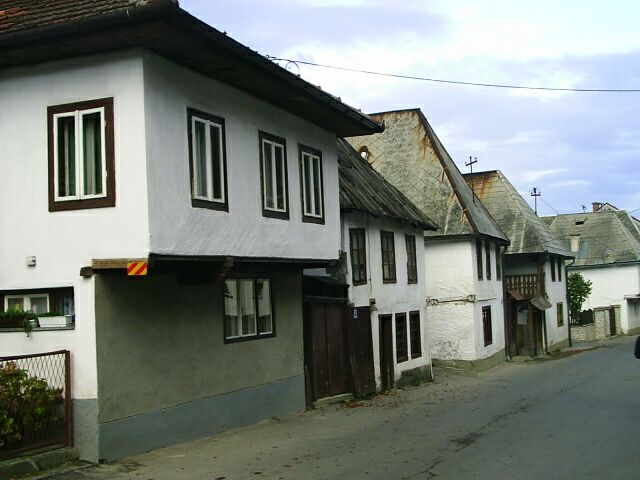
Le centre ancien de Kreševo (maisons du XIXe siècle)
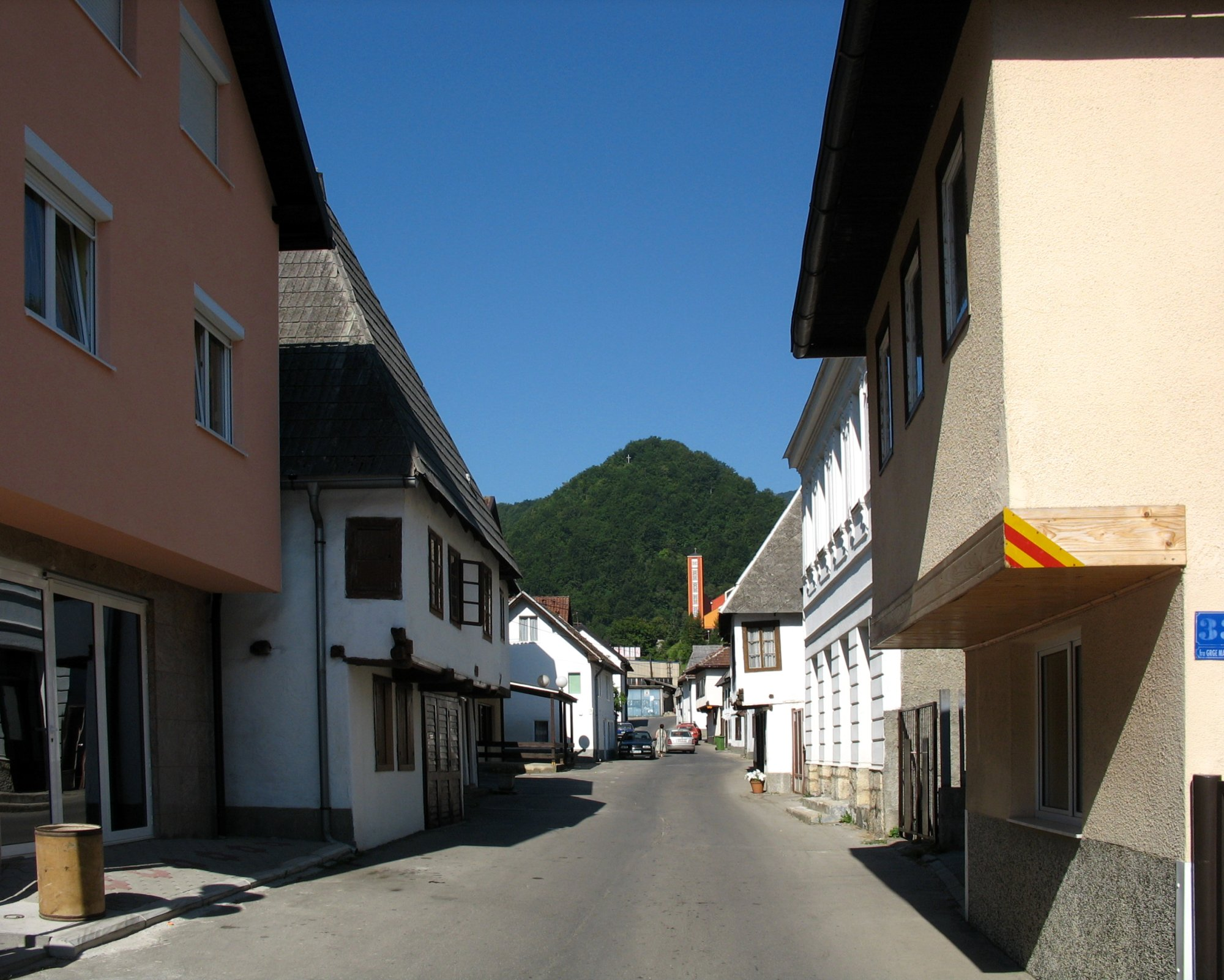
Le centre ancien de Kreševo
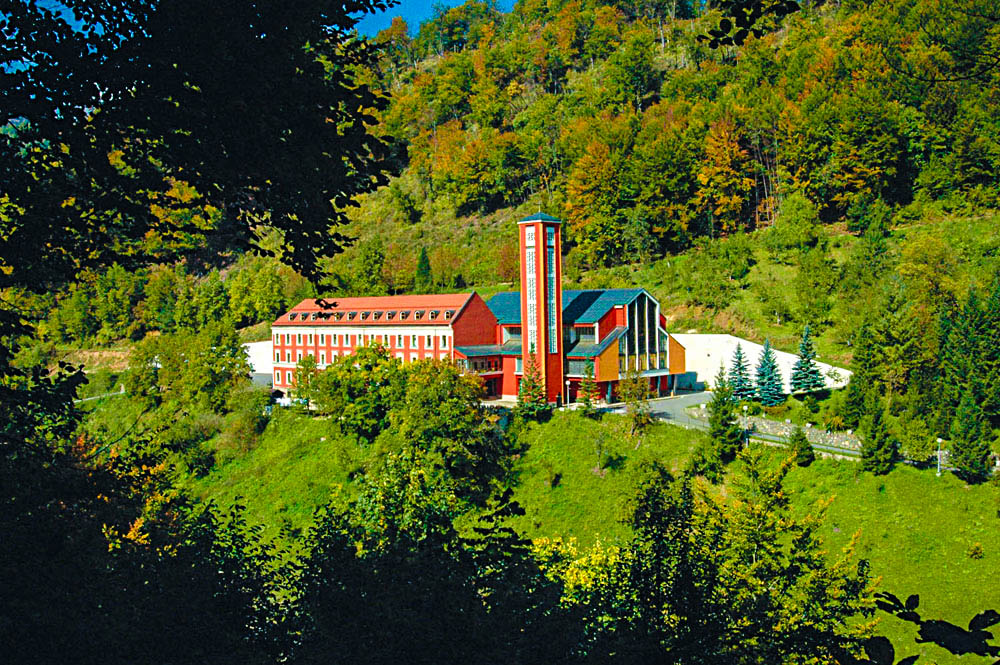
Le couvent franciscain